# Átomo básico
Considere uma cláusula (disjunção de literais) obtida de uma fórmula sentencial do cálculo de predicados de primeira ordem {\displaystyle \Phi } na forma skolemizada:
{\displaystyle \forall x_{1}...\forall x_{n}S,}
então uma expressão atômica obtida a partir de {\displaystyle S} substituindo todas as variáveis por elementos do Universo de Herbrand {\displaystyle H} de {\displaystyle S} é chamada de átomo básico. O conjunto de todos os átomos que podem ser formados a partir de símbolos predicados de {\displaystyle S} e termos a partir de {\displaystyle H} é chamado de base de Herbrand.